# Ermita de la Virgen de los Remedios (Buenamadre)
La ermita de la Virgen de los Remedios es un inmueble de la localidad española de Buenamadre, en la provincia de Salamanca.

## Descripción
El edificio se encuentra en la localidad española de Buenamadre, perteneciente a la provincia de Salamanca, en la comunidad autónoma de Castilla y León. Aparece descrita en el cuarto volumen del Diccionario geográfico-estadístico-histórico de España y sus posesiones de Ultramar de Pascual Madoz, en la entrada correspondiente a la localidad, con las siguientes palabras:

sit. en medio del monte, existe una ermita dedicada á la virgen de los Remedios, cuya festividad se celebra el primer lunes despues de Pascua de Resurreccion: esta fiesta es sostenida por la devocion de los hidalgos ricos del pais; los que dan una corrida de novillos con toro de muerte, en una plaza de piedra con sus burladeros y correspondientes toriles: hasta el medio dia se halla este sitio casi desierto; pero desde esta hora hasta que se principia la corrida, son muchas las personas que concurren. Las charras ricas llevan en cofres y baules sus joyas y galas; se visten debajo de los árboles, y salen álucirse.
(Madoz, 1846, p. 474)